# Араратская равнина
Араратская долина (арм. Արարատյան դաշտ) — равнина на территории Армянского нагорья, находящаяся в кавказском регионе к юго-западу от озера Севан, в предгорьях горы Гегам. На севере равнины — граница горы Арагац, на юге — гора Арарат. Река Аракс делит равнину на две части: северная (большая), которая принадлежит Армении и южная (меньшая) — Турции. Высота над уровнем моря — 850—1000 метров. Длина — 90 км. Климат континентальный и полузасушливый с умеренно жарким летом и холодной зимой. Годовое количество осадков составляет около 200-300 мм. Летом дожди редки. Зимой осадки обычно часто выпадают в виде снега.
На равнине развито поливное земледелие. Поля орошаются водами реки Аракс и его левыми притоками — Севджуром, Касахом, Разданом и др.
Количество пробурённых глубинных скважин (до 200—250 м) на Араратской равнине в 1980-е годы, по приблизительным оценкам, достигло 3000.
По длительности истинного солнечного сияния Араратская равнина может сравниться с субтропическими зонами Средней Азии. В тёплый период длительность истинного солнечного сияния в республике составляет 82—87 % от годовой.

## Галерея
- Араратская равнина
- Араратская равнина. Вид на монастырь Хор Вирап и Большой Арарат
- Вид с Хор Вирапа на юг
- Туман над Араратской равниной
- Араратская равнина
- В районе монастыря Хор Вирап
- Солончаковая пустыня на Араратской равнине, близ Ерасхауна
- В районе Армавира
- Араратская равнина в районе Армаша и Ерасха, железнодорожный участок Армянской железной дороги Суренаван-Армаш
- Оросительный канал на территории равнины
- Оросительный канал на территории равнины